# Resolutie 1879 Veiligheidsraad Verenigde Naties
Resolutie 1879 van de Veiligheidsraad van de Verenigde Naties werd op 23 juli 2009 unaniem door de VN-Veiligheidsraad aangenomen, en verlengde de UNMIN-vredesmissie in Nepal met een half jaar.

## Achtergrond
Toen de Communistische Partij van Nepal, of de maoïsten, in 1996 uitgesloten werd, nam ze de wapens op tegen de autoritaire monarchie die Nepal toen was, met als doel de stichting van een volksrepubliek. Dit conflict duurde tot 2006 en kostte zo'n 13.000 levens. In november 2006 werd een vredesakkoord gesloten en op vraag van Nepal werd in januari 2007 de VN-Missie in Nepal opgericht om op de uitvoering ervan toe te zien. Eind 2007 besloot het Nepalese parlement de monarchie af te schaffen en werd het land een republiek.

## Inhoud
Op 21 november 2006 hadden Nepal en de Communistische Partij van Nepal een vredesakkoord gesloten. Het Nepalese volk wilde dat de vrede en de democratie hersteld werden. Intussen werkte de Nepalese grondwetgevende vergadering aan een nieuwe democratische grondwet. De overheid en alle politieke partijen werden opgeroepen samen te werken aan de oprichting van een Speciaal Comité dat de Maoïstische strijders moest herintegreren in de maatschappij.
Intussen was al een deel van UNMIN's mandaat voltooid. Nepal vroeg om de missie met zes maanden te verlengen.
Aldus werd beslist het mandaat van UNMIN te verlengen tot 23 januari 2010. De partijen werden opgeroepen gebruik te maken van UNMIN's steun. Secretaris-generaal Ban Ki-moon werd gevraagd tegen 30 oktober te rapporteren over de uitvoering van deze resolutie en de vooruitgang bij het creëren van omstandigheden om UNMIN's activiteiten tegen het einde van het mandaat af te ronden. Ten slotte werd de reeds geboekte vooruitgang verwelkomd en werden de partijen opgeroepen het vredesproces vooruit te helpen en samen te werken aan de overgang naar een vreedzaam democratisch land.

## Verwante resoluties
- Resolutie 1825 Veiligheidsraad Verenigde Naties (2008)
- Resolutie 1864 Veiligheidsraad Verenigde Naties
- Resolutie 1909 Veiligheidsraad Verenigde Naties (2010)
- Resolutie 1921 Veiligheidsraad Verenigde Naties (2010)

Lijst ·  1860 ·  1861 ·  1862 ·  1863 ·  1864 ·  1865 ·  1866 ·  1867 ·  1868 ·  1869 ·  1870 ·  1871 ·  1872 ·  1873 ·  1874 ·  1875 ·  1876 ·  1877 ·  1878 ·  1879 ·  1880 ·  1881 ·  1882 ·  1883 ·  1884 ·  1885 ·  1886 ·  1887 ·  1888 ·  1889 ·  1890 ·  1891 ·  1892 ·  1893 ·  1894 ·  1895 ·  1896 ·  1897 ·  1898 ·  1899 ·  1900 ·  1901 ·  1902 ·  1903 ·  1904 ·  1905 ·  1906 ·  1907